# Meine Tochter, ihr Freund und ich
Meine Tochter, ihr Freund und ich ist eine österreichisch-deutsche Fernseh-Komödie aus dem Jahr 2012 von Walter Weber, deren Hauptrollen mit Andrea Sawatzki und Axel Milberg und tragende Rollen mit Anna Rot, Manuel Rubey und Dietrich Siegl besetzt sind.

## Handlung
Günter betrügt seine 49-jährige Frau Iris mit der Nachbarin Margit. Iris ist so enttäuscht, dass sie ihre Sachen packt und ihre Tochter Sandra bittet, sie bei sich aufzunehmen. Das bringt Sandra in Verlegenheit, die ihrer Mutter von ihrem viel älteren Freund, dem Schriftsteller Hans, den sie heiraten will, noch gar nichts gesagt hat, was sich nun nicht länger verheimlichen lässt. Iris hält nichts von der anstehenden Hochzeit. Schließlich sei der Altersunterschied einfach zu groß. 
Schon bald beginnt Hans die Anwesenheit seiner Schwiegermutter in spe zu genießen, sie scheint – im Gegensatz zu ihrer Tochter – etwas vom Kochen und von seinen Büchern zu verstehen.
Im selben Haus, ein Stockwerk tiefer, wohnt Tobias, mit 25 im gleichen Alter wie die Zukünftige seines Vaters Hans. Er lernt Iris kennen, als sie gerade das Backrohr reinigt, und es kommt zu einem Missverständnis, da er glaubt, sie wolle sich mit Gas umbringen. Er steht ihr bei mit einer vermeintlichen Reanimation, wonach die beiden einen angenehmen Tag verbringen und sich, obwohl Tobias heimlich in Sandra verliebt ist, dabei sehr nah kommen. 
Während Iris kurz davor steht mit Tobias, dem Stiefsohn der Tochter in spe, also dem Enkelstiefsohn in spe, zu schlafen, ist sich Hans seiner Gefühle zu Sandra nicht mehr sicher. Seine Bemerkung, sie könnten die Hochzeit „aus Rücksicht auf ihre Mutter“ doch verschieben, stößt Sandra so sehr vor den Kopf, dass sie wütend wegläuft und sich in die Arme von Tobias schmeißt, wodurch der Sex zwischen ihm und Iris verhindert wird.
Als dann auch noch der Pfarrer zum Ehevorgespräch erscheint, entladen sich alle Konflikte zwischen Hans, Iris und Sandra. Iris zieht wieder aus der Wohnung aus. Sandra liest den neuen Roman von Hans, aus dem sie erfährt, dass sie selbst heimlich in Tobias verliebt ist. Dadurch trennt sie sich von Hans und zieht zu Tobias. Hans hingegen schreibt auf Anraten von Iris einen Roman ohne Happy End, der ein Flop wird. Iris wiederum schreibt mit „Happy End“ einen Roman, der ein großer Erfolg wird. 
Nach etwa einem Jahr treffen sich Sandra und Iris wieder, um sich wieder einander anzunähern. Beide sind in glücklichen Beziehungen: Iris ist mit Hans und Sandra mit Tobias liiert.

## Produktion

### Produktionsnotizen
Produziert wurde der Film von der MR Film für den ORF und das ZDF. Gedreht wurde in Wien und in Niederösterreich mit einer Förderung des Filmfonds Wien in Höhe von 150.000 Euro. 

### Veröffentlichung, Einschaltquote
Die Erstausstrahlung der Filmkomödie war am 5. Dezember 2012 im Programm von ORF 2. Am 13. Dezember folgte die Ausstrahlung im ZDF, wo der Film von 5,33 Mio. Zuschauern gesehen wurde, was einem Marktanteil von 17,1 Prozent im deutschen Fernsehen entsprach.

## Kritiken
„Turbulent-seichte (Fernseh-)Liebeskomödie um gescheiterte Ehen, außereheliche Kinder, Sex, Drogen und einen vermeintlichen Selbstmord, hinter deren überreich aufgehäuften Problemchen sich die Erkenntnis offenbart, das [sic!] auf jeden Topf ein Deckelchen passt.“

„Der stellenweise turbulente Verwechslungsreigen gönnt sich manche Verschnaufpause. Doch wie die Liebe, vorhersehbar natürlich, über Kreuz geht und alle immer hübsch haarscharf aneinander vorbeireden, ist schon recht vergnüglich. Teils albern, teils herrlicher Wortwitz, das Ensemble spielt toll. […] Fazit: Gemütlich-witziges Verwirrspiel der Liebe“

## Interviews
- Christine Liebhardt: Zwischen Lethargie und Wahnsinn Andrea Sawatzki ist viel zu beschäftigt, um zum "Tatort" zurückzukehren, tagblatt.de, 12. Dezember 2012
- Andrea Sawatzki: "Ich bin nicht der Typ für Seitensprünge", derwesten.de, 11. Dezember 2012